# Петра Хоцова
Петра Хоцова (чеськ. Petra Chocová, 16 серпня 1986) — чеська плавчиня.
Учасниця Олімпійських Ігор 2012 року.
Чемпіонка Європи з водних видів спорту 2012 року.
Чемпіонка Європи з плавання на короткій воді 2012 року.
Призерка літньої Універсіади 2013 року.